# Marathon van Apeldoorn
De marathon van Apeldoorn, ook wel de Midwinter Marathon genoemd, is een hardloopwedstrijd, die sinds 1974 jaarlijks in Apeldoorn wordt gehouden in de maand januari of februari.
De Midwinter Marathon is het op een na oudste nog bestaande hardloopevenement van Nederland en is ondanks de regelmatig winterse omstandigheden nooit om die reden afgelast. Wel gingen de edities van 2021 en 2022 niet door vanwege de coronacrisis.
Het parcours begint en eindigt op de ‘koninklijke’ Loolaan en voert door de heuvelachtige en beboste omgeving van Apeldoorn, bij menige editie voorzien van een laag sneeuw.
De wedstrijd bestaat uit vier afstanden, allen met een sterk bezet deelnemersveld:
- Asselronde (vanaf 1991) – 27,5 km (vanaf 2015: 25 km)
- Midwinter Marathon (vanaf 1974) – 42,195 km (tot 2014 en sinds 2019)
- Mini-Marathon (vanaf 1974) – 18,5 km (vanaf 2015: 10 Engelse Mijl)
- Acht van Apeldoorn (vanaf 2002)  – 8,0 km

Van 2015 tot en met 2020 werd de marathonafstand niet meer gelopen en is de Asselronde (25 kilometer) de langste afstand op het programma. Sinds 2019 wordt de marathon als trail weer aangeboden, maar in 2025 werd de marathon afstand eenmalig weer gelopen op het normale verharde parcours.
Een andere wijziging vanaf 2015 is de afstand van de mini-marathon. Deze is na 41 jaar 18,5 km te zijn geweest, ingekort naar 16,1 km (10 Engelse mijl).
Sinds 2016 is er ook een zomerse variant van het evenement; deze ‘Midzomer marathon’ vindt jaarlijks plaats in juni. Bij de Midzomer marathon kan ook een volledige marathon gelopen worden naast andere afstanden.

## Parcoursrecords

### Marathon
- Mannen – 2:16.00 (1978, Ko van der Weijden  NED)
- Vrouwen – 2:39.20 (2008, Petra Kamínková  CZE)

### Asselronde (27,5 km)
- Mannen – 1:22.03 (2000, Koen Allaert  BEL)
- Vrouwen – 1:34.36 (1999, Irma Heeren  NED)

### Asselronde (25 km)
- Mannen – 1:17.24 (2018, Hendrik Pfeiffer  GER)
- Vrouwen – 1:32.08 (2023, Karen Van Proeyen  BEL)

### Mini-marathon (18,5 km)
- Mannen – 54.24 (1989, Marti ten Kate  NED)
- Vrouwen – 1:02.56 (1997, Wilma van Onna  NED)

### Acht van Apeldoorn (8 km)
- Mannen – 20.43 (2006, Moustapha Benacer  ALG)
- Vrouwen – 24.00 (2002, Irma Heeren  NED)

## Marathon

### Top 10 finishtijden marathon
Met een gemiddelde tijd van 2:19.03,3 van de snelste tien finishtijden ooit gelopen bij deze marathon, is Apeldoorn de zevende snelste marathon van Nederland. Zie ook Lijst van snelste marathonsteden.
| Rang | Naam                   | Land | Tijd    | Jaar | Plek |
| ---- | ---------------------- | ---- | ------- | ---- | ---- |
| 01   | Ko van der Weijden     | NED  | 2:16.00 | 1978 | 1    |
| 02   | Gerard Mentink         | NED  | 2:17.43 | 1978 | 2    |
| 03   | Jaroslaw Janicki       | POL  | 2:18.35 | 1994 | 1    |
| 04   | Geert Jansen           | NED  | 2:18.39 | 1974 | 1    |
| 05   | Cor Vriend             | NED  | 2:18.42 | 1980 | 1    |
| 06   | Roland Szymaniak       | GER  | 2:19.29 | 1988 | 1    |
| 07   | Petr Novak             | CZE  | 2:19.47 | 1992 | 1    |
| 08   | Petr Novak             | CZE  | 2:19.56 | 1996 | 1    |
| 09   | Isaiah Kosgei Kipkemei | KEN  | 2:20.29 | 2009 | 1    |
| 10   | Dmitriy Ryzhukhin      | RUS  | 2:20.31 | 2000 | 1    |

(bijgewerkt t/m 2015, laatste editie)

### Winnaars trail-marathon
| Jaar            | Snelste man   | Land      | Tijd    | Snelste vrouw | Land | Tijd |
| --------------- | ------------- | --------- | ------- | ------------- | ---- | ---- |
| 4 februari 2023 | Arnoud Runia  | Nederland | 2:55.22 |               |      |      |
| 1 februari 2020 | Mick Herfkens | Nederland | 3:04.15 |               |      |      |
| 2 februari 2019 | Edwin de Vos  | Nederland | 3:20.00 |               |      |      |

### Winnaars marathon
| Jaar             | Snelste man            | Land                | Tijd      | Snelste vrouw         | Land      | Tijd    |
| ---------------- | ---------------------- | ------------------- | --------- | --------------------- | --------- | ------- |
| 1 februari 2025  | Dennis de Knijff       | Nederland           | 2:48.09   | Ilse van de Wijgert   | Nederland | 2:57.14 |
| 2 februari 2014  | Remon van Lunzen       | Nederland           | 2:29.48   | Petra Kamínková       | Tsjechië  | 2:53.43 |
| 3 februari 2013  | Mulugeta Serbessa      | Tsjechië            | 2:28.29   | Petra Kamínková       | Tsjechië  | 2:53.20 |
| 5 februari 2012  | Imo Muller             | Nederland           | 2:29.41   | Radka Churanova       | Tsjechië  | 2:50.11 |
| 6 februari 2011  | Luc Krotwaar           | Nederland           | 2:30.24   | Petra Kamínková       | Tsjechië  | 2:45.33 |
| 21 februari 2010 | Pavel Brydl            | Tsjechië            | 2:27.24   | Petra Kamínková       | Tsjechië  | 2:52.45 |
| 1 februari 2009  | Isaiah Kosgei Kipkemei | Kenia               | 2:20.28,6 | Petra Kamínková       | Tsjechië  | 2:46.37 |
| 3 februari 2008  | Tomasz Chawawko        | Polen               | 2:27.34   | Petra Kamínková       | Tsjechië  | 2:39.20 |
| 28 januari 2007  | Jaroslaw Janicki       | Polen               | 2:25.59   | Petra Kamínková       | Tsjechië  | 2:47.36 |
| 4 februari 2006  | Lukas Panfil           | Polen               | 2:28.24   | Petra Kamínková       | Tsjechië  | 2:49.29 |
| 9 januari 2005   | Marcin Panfil          | Polen               | 2:21.17   | Agnieszka Golak       | Polen     | 2:52.16 |
| 7 februari 2004  | Marcin Panfil          | Polen               | 2:23.55   | Petra Kamínková       | Tsjechië  | 2:40.16 |
| 1 februari 2003  | Mariusz Kaminski       | Polen               | 2:22.59   | Valentina Poltavskaya | Oekraïne  | 2:55.42 |
| 6 januari 2002   | Jacek Kasprzyk         | Polen               | 2:24.05   | Valentina Poltavskaya | Oekraïne  | 2:55.01 |
| 3 februari 2001  | Mariusz Kaminski       | Polen               | 2:24.39   | Valentine Delion      | Moldavië  | 2:48.07 |
| 5 februari 2000  | Dmitriy Ryzhukhin      | Rusland             | 2:20.31   | Elena Plastinina      | Oekraïne  | 2:44.27 |
| 6 februari 1999  | Mariusz Kaminski       | Polen               | 2:21.55   | Wioletta Kryza        | Polen     | 2:45.11 |
| 7 februari 1998  | Petr Novak             | Tsjechië            | 2:23.17   | Liesbeth Freriksen    | Nederland | 2:58.55 |
| 1 februari 1997  | Jaroslav Pesta         | Polen               | 2:20.46   | Maria Kawiorska       | Polen     | 2:46.44 |
| 3 februari 1996  | Petr Novak             | Tsjechië            | 2:19.56   | Maria Kawiorska       | Polen     | 2:58.26 |
| 4 februari 1995  | Yuri Fokin             | Rusland             | 2:20.38   | Jeanne Jansen         | Nederland | 2:54.42 |
| 5 februari 1994  | Jaroslaw Janicki       | Polen               | 2:18.35   | Birgit Lennartz       | Duitsland | 2:52.10 |
| 6 februari 1993  | Petr Novak             | Tsjechië            | 2:21.48   | Thea Sybesma          | Nederland | 2:46.14 |
| 1 februari 1992  | Petr Novak             | Tsjechië            | 2:19.47   | Birgit Lennartz       | Duitsland | 2:47.14 |
| 2 februari 1991  | Aart Stigter           | Nederland           | 2:20.46   | Angelika Böttcher     | Duitsland | 2:58.30 |
| 3 februari 1990  | Jacek Konieczy         | Polen               | 2:22.57   | Maria Kawiorska       | Polen     | 2:51.09 |
| 9 januari 1989   | Matti de Vugt          | Nederland           | 2:22.35   | Maria Kawiorska       | Polen     | 2:54.30 |
| 6 februari 1988  | Roland Szymaniak       | Duitsland           | 2:19.29   | Ciska van Velzen      | Nederland | 2:56.19 |
| 7 februari 1987  | Michel de Maat         | Nederland           | 2:26.30   | Joke Menkveld         | Nederland | 3:02.04 |
| 1 februari 1986  | Matti de Vugt          | Nederland           | 2:21.06   | Joke Menkveld         | Nederland | 2:57.25 |
| 2 februari 1985  | Claude Mercier         | België              | 2:27.32   | Annie van Stiphout    | Nederland | 2:51.45 |
| 4 februari 1984  | Keith Brackstone       | Verenigd Koninkrijk | 2:21.08   | Ciska van Velzen      | Nederland | 2:59.00 |
| 5 februari 1983  | Jürgen Hüsemann        | Duitsland           | 2:20.42   | Sylvia Kippa          | Finland   | 2:40.51 |
| 6 februari 1982  | Sam Lambourne          | Verenigd Koninkrijk | 2:20.58   | Annie van Stiphout    | Nederland | 2:46.26 |
| 7 februari 1981  | Ton Larmit             | Nederland           | 2:26.38   | Denise Alfoet         | België    | 2:58.35 |
| 2 februari 1980  | Cor Vriend             | Nederland           | 2:18.42   | Plonie Scheringa      | Nederland | 3:06.55 |
| 3 februari 1979  | Harry Patist           | Nederland           | 2:22.21   | Marja Wokke           | Nederland | 3:08.06 |
| 4 februari 1978  | Ko van der Weijden     | Nederland           | 2:16.00   | Claire Spauwen        | Nederland | 2:52.27 |
| 5 februari 1977  | Gerard Mentink         | Nederland           | 2:22.26   | Plonie Scheringa      | Nederland | 3:23.04 |
| 1 januari 1976   | Wies van Houten        | Nederland           | 2:25.37   | Plonie Scheringa      | Nederland | 3:13.10 |
| 1 februari 1975  | Wies van Houten        | Nederland           | 2:25.02   | Rinie Kossen          | Nederland | 3:29.00 |
| 6 januari 1974   | Geert Jansen           | Nederland           | 2:18.39   |                       |           |         |

## Asselronde

### Winnaars Asselronde
| Jaar | Afstand | Snelste man         | Land      | Tijd    | Snelste vrouw          | Land      | Tijd    |
| ---- | ------- | ------------------- | --------- | ------- | ---------------------- | --------- | ------- |
| 2023 | 25 km   | David Nilsson       | Zweden    | 1:19.28 | Karen Van Proeyen      | België    | 1:32.08 |
| 2020 | 25 km   | Chakib Lachgar      | Spanje    | 1:19.01 | Karen Van Proeyen      | België    | 1:32.34 |
| 2019 | 25 km   | Mohamed Oumaarir    | Marokko   | 1:21.55 | Manuela Soccol         | België    | 1:36.15 |
| 2018 | 25 km   | Hendrik Pfeiffer    | Duitsland | 1:17.24 | Manuela Soccol         | België    | 1:33.46 |
| 2017 | 25 km   | Dominik Fabianowski | Duitsland | 1:19.37 | Manuela Soccol         | België    | 1:33.26 |
| 2016 | 25 km   | Kjell Dehondt       | België    | 1:21.36 | Radka Churanova        | Tsjechië  | 1:36.55 |
| 2015 | 25 km   | Imo Muller          | Nederland | 1:26.21 | Christina Bogomyagkova | Oekraïne  | 1:37.16 |
| 2014 | 27,5 km | Petr Pechek         | Tsjechië  | 1:30.42 | Miriam van Reijena     | Nederland | 1:46.17 |
| 2013 | 27,5 km | Imo Muller          | Nederland | 1:35.26 | Arenda Abbink          | Nederland | 1:49.28 |
| 2012 | 27,5 km | Petr Pechek         | Tsjechië  | 1:31.34 | Andrea Deelstra        | Nederland | 1:42.15 |
| 2011 | 27,5 km | Petr Pechek         | Tsjechië  | 1:31.31 | Ingrid Prigge          | Nederland | 1:45.37 |
| 2010 | 27,5 km | Marco Gielen        | Nederland | 1:29.54 | Mariska Dute           | Nederland | 1:52.59 |
| 2009 | 27,5 km | Gert-Jan Wassink    | Nederland | 1:28.20 | Ilona Pfeiffer         | Duitsland | 1:42.08 |

## Mini-marathon

### Winnaars
| Jaar | Afstand | Snelste man        | Land                | Tijd    | Snelste vrouw       | Land      | Tijd    |
| ---- | ------- | ------------------ | ------------------- | ------- | ------------------- | --------- | ------- |
| 2023 | 10 EM   | Mohamed Oumaarir   | Marokko             | 50.21   | Elisabetta Ribera   | Nederland | 1:00.36 |
| 2020 | 10 EM   | Hendrik Pfeiffer   | Duitsland           | 47.31   | Victoria Brandt     | Duitsland | 58.48   |
| 2019 | 10 EM   | Thorben Dietz      | Duitsland           | 50.49   | Petra Kamínková     | Tsjechië  | 1:01.25 |
| 2018 | 10 EM   | Dennis Licht       | Nederland           | 49.24   | Karen Van Proeyen   | België    | 58.19   |
| 2017 | 10 EM   | Youssef Banniz     | Marokko             | 48.47   | Petra Kamínková     | Tsjechië  | 58.00   |
| 2016 | 10 EM   | Andrzej Starzynski | Verenigd Koninkrijk | 49.10   | Petra Kamínková     | Tsjechië  | 58.36   |
| 2015 | 10 EM   | Mostafa Channi     | Marokko             | 50.29   | Ilse Pol            | Nederland | 1:01.31 |
| 2014 | 10 EM   | Marcin Zagorny     | Nederland           | 1:00.44 | Ilse Pol            | Nederland | 1:11.05 |
| 2013 | 18,5 km | Boris Ogourtsov    | Georgië             | 59.30   | Andrea Deelstra     | Nederland | 1:06.52 |
| 2012 | 18,5 km | Erik Sanders       | Nederland           | 58.59   | Heleen Plaatzer     | Nederland | 1:08.32 |
| 2011 | 18,5 km | Maciej Miereczko   | Polen               | 1:00.47 | Heleen Plaatzer     | Nederland | 1:05.27 |
| 2010 | 18,5 km | Jelle Brontsema    | Nederland           | 59.45   | Esther Schipper     | Nederland | 1:10.23 |
| 2009 | 18,5 km | Dennis Licht       | Nederland           | 57.41   | Jitka Behlolavkova  | Tsjechië  | 1:10.15 |
| 2008 | 18,5 km | Dennis Licht       | Nederland           | 58.18   | Ilona Pfeiffer      | Duitsland | 1:08.39 |
| 2007 | 18,5 km | Jan Havlicek       | Tsjechië            | 1:01.10 | Ilona Pfeiffer      | Duitsland | 1:10.36 |
| 2006 | 18,5 km | David Koech        | Kenia               | 57.18   | Dana Janeckova      | Duitsland | 1:08.51 |
| 2005 | 18,5 km | Dick van de Broek  | Nederland           | 59.00   | Dana Janeckova      | Duitsland | 1:08.31 |
| 2004 | 18,5 km | Dick van de Broek  | Nederland           | 58.53   | Jana Klimesova      | Tsjechië  | 1:08.44 |
| 2003 | 18,5 km | Martin Lauret      | Nederland           | 57.57   | Petra Kamínková     | Tsjechië  | 1:05.27 |
| 2002 | 18,5 km | Remco Grasman      | Nederland           | 1:01.09 | Petra Drajzlajtlova | Tsjechië  | 1:08.02 |
| 2001 | 18,5 km | Jeroen van Damme   | Nederland           | 57.36   | Petra Drajzlajtlova | Tsjechië  | 1:06.21 |
| 2000 | 18,5 km | Jeroen van Damme   | Nederland           | 55.45   | Petra Drajzlajtlova | Tsjechië  | 1:03.39 |

## Acht van Apeldoorn

### Winnaars
| Jaar | Snelste man        | Land      | Tijd  | Snelste vrouw         | Land      | Tijd  |
| ---- | ------------------ | --------- | ----- | --------------------- | --------- | ----- |
| 2023 | Richard Douma      | Nederland | 22.41 | Diane van Es          | Nederland | 24.44 |
| 2020 | Richard Douma      | Nederland | 22.48 | Diane van Es          | Nederland | 25.23 |
| 2019 | David Nilsson      | Zweden    | 22.39 | Kim Dillen            | Nederland | 26.44 |
| 2018 | Amamuel Gergis     | Zweden    | 23.05 | Maureen Koster        | Nederland | 25.53 |
| 2017 | Mourad El Bannouri | Marokko   | 22.59 | Tabitha Wambui Gichia | Kenia     | 25.47 |
| 2016 | Yassine Rachi      | Marokko   | 23.11 | Jebet Rotich          | Kenia     | 26.23 |
| 2015 | Yassine Rachi      | Marokko   | 23.03 | Jip Vastenburg        | Nederland | 26.41 |
| 2014 | Jamel Chatbi       | Marokko   | 23.41 | Jip Vastenburg        | Nederland | 26.31 |
| 2013 | Dennis Licht       | Nederland | 23.48 | Jip Vastenburg        | Nederland | 27.45 |
| 2012 | Dennis Licht       | Nederland | 23.48 | Masila Ndunge         | Kenia     | 27.17 |
| 2011 | Dennis Licht       | Nederland | 23.54 | Kveta Peckova         | Tsjechië  | 27.59 |
| 2010 | Bram Rouwen        | Nederland | 24.27 | Andrea Deelstra       | Nederland | 27.21 |
| 2009 | Abdi Nageeye       | Nederland | 24.58 | Andrea Deelstra       | Nederland | 29.13 |
| 2008 | Gert Jan Wassink   | Nederland | 25.39 | Ruth van der Meijden  | Nederland | 31.23 |
| 2007 | Martin Lauret      | Nederland | 24.12 | Ilse Pol              | Nederland | 28.05 |
| 2006 | Moustapha Benacer  | Algerije  | 20.43 | Daphne Panhuysen      | Nederland | 24.52 |
| 2005 | Jeroen van Damme   | Nederland | 20.59 | Drissia Nadym         | Marokko   | 24.26 |
| 2004 | Jeroen van Damme   | Nederland | 20.56 | Grete Koens           | Nederland | 25.25 |
| 2003 | Marcel Versteeg    | Nederland | 21.58 | Marianne Hoogerbrugge | Nederland | 26.50 |
| 2002 | Martin Lauret      | Nederland | 22.53 | Irma Heeren           | Nederland | 24.00 |

## Ontwikkeling deelnemersaantallen
De volgende aantallen deelnemers behaalden de finish:
| Jaar | Marathon | waarvan vrouwen | 27,6 km | waarvan vrouwen | 18,6 km | waarvan vrouwen | 8 km | waarvan vrouwen |
| ---- | -------- | --------------- | ------- | --------------- | ------- | --------------- | ---- | --------------- |
| 2010 | 450      | 49              | 1374    | 284             | 1942    | 502             | 1812 | 743             |
| 2009 | 579      | 65              | 1194    | 230             | 2061    | 550             | 1937 | 792             |
| 2008 | 469      | 52              | 1192    | 258             | 1997    | 534             | 1538 | 667             |
| 2007 | 428      | 48              | 1264    | 237             | 2058    | 504             | 1155 | 512             |
| 2006 | 498      | 62              | 1681    | 284             | 2463    | 659             | 0935 | 459             |
| 2005 | 430      | 37              | 1636    | 289             | 2059    | 470             | 0684 | 322             |
| 2004 | 477      | 42              | 1744    | 304             | 2302    | 536             | 0661 | 317             |